# Adolf Bernhard Christoph Hilgenfeld
Adolf Bernhard Christoph Hilgenfeld (Stappenbeck, 2 giugno 1823 – Jena, 12 gennaio 1907) è stato un biblista e teologo tedesco.

## Biografia
Studiò presso l'Università di Berlino e presso l'Università di Halle e nel 1890 diventò professore di teologia presso l'Università di Jena.
Nel 1858 divenne direttore del Zeitschrift für wissenschaftliche Theologie. Hilgenfeld è morto a Jena nel 1907, all'età di 83 anni.

## Opere principali
- Die elementarischen Recognitionen and Homilien (1848)
- Die Evangelien and die Briefe des Johannes nach ihrem Lehrbegriff (1849)
- Das Markusevangelium (1850)
- Die Evangelien nach ihrer Entstehung and geschichtlichen Bedeutung (1854)
- Das Urchristentum und seine neuesten Bearbeitungen (1855)
- Die jüdische Apokalyptik in ihrer geschichtlichen Entwicklung (1857)
- Novum Testamentum extra canonem receptum (4 parti, 1866; 2ª ed., 1876-1884)
- Historische-kritische Einleitung in das Neue Testament (1875)
- Die Ketzergeschichte des Urchristentums, urkundlich dargestellt (1884)
- Acta Apostolorum graece et latine secundum antiquissimos testes (1899)
- La prima edizione completa del pastore di Erma (1887)
- Ignatii et Polycarpi epistolae (1902).